# Colonia Alemana (Jerusalén)
La Colonia Alemana (en hebreo: המושבה הגרמנית, HaMoshava HaGermanit) es un barrio de Jerusalén en Israel, fundado en la segunda mitad del siglo XIX por los miembros de la Sociedad del Templo Alemán. Hoy en día la Moshava, como se la conoce popularmente, es un barrio de lujo partido en dos por la calle Emek Refaim, una avenida bordeada de tiendas de moda, restaurantes y cafés.

## Historia

### Época bíblica
Emek Refaim (el Valle de los Gigantes) se menciona en el Libro de Josué.
El nombre deriva de una mítica raza de gigantes que habitaba esta región en tiempos bíblicos.

### Asentamiento templario
En 1873, después de establecer colonias en Haifa y Jaffa, los miembros de la secta del Temple de Württemberg, Alemania, se instalaron en una gran extensión de tierra en el valle de Refaim, al suroeste de la Ciudad Vieja de Jerusalén. La tierra fue comprada por uno de los colonos, Matthaus Frank, a los árabes de Beit Safafa.
Los Templarios eran cristianos que se separaron de la iglesia protestante y se establecieron en Tierra Santa para prepararse ante una futura salvación mesiánica. Construyeron sus casas en el estilo al que estaban acostumbrados en Alemania (casas de uno o dos pisos, con techos de tejas inclinadas y ventanas cerradas, pero utilizando materiales locales como la piedra de Jerusalén en lugar de madera y ladrillos). Los colonos se dedicaron en la agricultura y los oficios tradicionales como la carpintería y la herrería. Sus casas corrían a lo largo de dos calles paralelas que se convertirían en Emek Refaim y el camino de Belén. El gobierno del Mandato Británico de Palestina deportó a los Templarios alemanes durante la Segunda Guerra Mundial. Como alemanes, eran considerados ciudadanos enemigos, tanto más porque no hicieron ningún esfuerzo por ocultar sus simpatías nazis.